# Institución Nacional de Derechos Humanos y Defensoría del Pueblo
La Institución Nacional de Derechos Humanos y Defensoría del Pueblo del Uruguay (INDDHH) es un organismo en la órbita del Poder Legislativo del Uruguay creado el 24 de diciembre del 2008. Tiene como principal objetivo acompañar la implementación de leyes y políticas públicas en consonancia con un enfoque y promoción de los Derechos humanos a nivel nacional.

## Organización
Sus cometidos son la defensa, promoción y protección en toda su extensión de los derechos humanos reconocidos por la Constitución de la República y el derecho internacional; así lo dispone la Ley 18.446 que la crea.
El Parlamento votó cinco miembros para su integración inicial (período 2012-2017): Juan Raúl Ferreira Sienra, Juan Faroppa, Ariela Peralta, Mariana González Guyer y Mirtha Guianze.
Para el período 2017-2022 el Consejo Directivo designado lo integraron: Mariana Blengio Valdés, Juan Faroppa Fontana, Mariana Mota Cutinella, Josefina Plá Regules y Wilder Tayler Souto.
Para el período 2022-2027 el Consejo Directivo designado lo integran: Marcos Israel Cúneo, Carmen Rodríguez Núñez, María Jimena Fernández Bonelli, Bernardo Legnani y Wilder Tayler Souto.
La INDDHH es concebida como una institución del Poder Legislativo, independiente y separada del Poder Ejecutivo y del Poder Judicial, con funcionamiento permanente y atribuciones para la protección de los derechos humanos en toda su extensión. Contribuye a los esfuerzos del país por proteger las libertades fundamentales y los derechos civiles, políticos, económicos, sociales y culturales de sus habitantes. Teniendo como cometido fundamental observar y controlar la realización efectiva de los derechos humanos de todo el quehacer estatal.
Por la ley N° 19.822, promulgada el 18 de setiembre de 2019, le comete a la Institución Nacional de Derechos Humanos y Defensoría del Pueblo (INDDHH) la búsqueda e investigación de la verdad sobre las circunstancias de desaparición de personas por actuación ilegítima del Estado ocurrida durante la dictadura en Uruguay.
La sede del organismo se ubica en la casa ex sede del Servicio de Información y Defensa en la ciudad de Montevideo, donde durante la dictadura funcionó el Centro de detención del Servicio de Información de Defensa. En 2012, por la resolución N.º 548 del 9 de enero, de Presidencia de la República, el inmueble fue desafectado del Ministerio de Defensa y adjudicado como sede a la institución. Fue el primer sitio de memoria recuperado en Uruguay. El Sitio de Memoria puede ser visitado, ofrece información sobre los hechos históricos acontecidos en la casa y sobre el pasado reciente de Uruguay.